# Portada/article gener 10

## Formiga
Les formigues (Formicidae) són una família d'insectes socials que, juntament amb les famílies properes de les vespes i abelles, formen l'ordre dels himenòpters. Són fàcils de distingir per les seves antenes en angle i una estructura de nòdul que forma una cintura esvelta. La branca de l'entomologia que les estudia s'anomena mirmecologia.
Les formigues formen colònies que varien en mida, des d'unes quantes desenes d'exemplars fins a colònies altament organitzades que consisteixen en milions d'exemplars, en gran part femelles estèrils que formen castes d'"obreres", "soldats", o altres grups especialitzats. Les colònies també tenen alguns mascles fèrtils i una o més femelles fèrtils anomenades "reines".